# Тюгесен, Миккель
Ми́ккель Тю́гесен (дат. Mikkel Thygesen; род. 22 октября 1984, Копенгаген) — датский футболист, тренер клуба «Нюкёбинг». Выступал за сборную Дании.

## Карьера
Начал свою карьеру в клубе «Фрем». В 2004 году перешёл в находящийся на подъёме «Мидтьюлланн», которому отдал 7 лет своей футбольной карьеры и в котором провёл свои лучшие годы. В частности, Миккель, будучи игроком «Мидтьюлланна», вызывался Мортеном Ольсеном в стан сборной Дании, за которую в 2006—2008 годах провёл 3 матча.
Зимой 2007 года был арендован на полгода гладбахской «Боруссией», за которую в течение полугода провёл 5 матчей.
1 июня 2011 года Тюгесен подписал контракт с «Брондбю» сроком на 3 года.

## Статистика

### Матчи Тюгесена за сборную Дании
| Матчи Тюгесена за сборную Дании | Матчи Тюгесена за сборную Дании | Матчи Тюгесена за сборную Дании | Матчи Тюгесена за сборную Дании | Матчи Тюгесена за сборную Дании | Матчи Тюгесена за сборную Дании |
| ------------------------------- | ------------------------------- | ------------------------------- | ------------------------------- | ------------------------------- | ------------------------------- |
| №                               | Дата                            | Соперник                        | Счёт                            | Голы Тюгесена                   | Соревнование                    |
| 1                               | 15 ноября 2006                  | Чехия                           | 1:1                             | —                               | Товарищеский матч               |
| 2                               | 26 марта 2008                   | Чехия                           | 1:1                             | —                               | Товарищеский матч               |
| 3                               | 20 августа 2008                 | Испания                         | 0:3                             | —                               | Товарищеский матч               |
| н/о                             | 17 января 2010                  | Польша                          | 3:1                             | —                               | Товарищеский матч               |
| н/о                             | 20 января 2010                  | Сингапур                        | 5:1                             | 1                               | Товарищеский матч               |
| н/о                             | 23 января 2010                  | Таиланд                         | 3:0                             | —                               | Товарищеский матч               |

Итого (без учёта неофициальных матчей): 3 матча / 0 голов; 0 побед, 2 ничьи, 1 поражение.